# Midi Z
Midi Z (趙德胤 Zhào Déyìn o Chao4 Teh2-in4; nascut el 18 de desembre de 1982) és un director de cinema taiwanès nascut a Myanmar. La seva pel·lícula de 2014 Ice Poison va ser seleccionada com a entrada taiwanesa a la millor pel·lícula en llengua estrangera als Premis Oscar de 2014.

## Vida i carrera
Chao va néixer a Lashio, Estat Shan, Myanmar. Fill d'una cuinera i d'un metge, Chao era el més petit de cinc fills i va créixer pobre.Va guanyar una beca i es va traslladar a Taiwan quan tenia 16 anys, on va anar a l'institut. Chao va rebre tant la llicenciatura com el màster en disseny a la Universitat Nacional de Ciència i Tecnologia de Taiwan, després de la qual cosa es va convertir en ciutadà taiwanès naturalitzat el 2011.
Va ser nomenat millor cineasta taiwanès de l'any als 53ns Premis de Cinema Cavall d'Or el 2016.

## Filmografia

### Llargmetratges
- 2011 : Return to Burma (歸來的人)
- 2012 : Poor Folk (窮人。榴槤。麻藥。偷渡客)
- 2014 : Ice Poison (冰毒)
- 2016 : The Road to Mandalay (再見瓦城)
- 2019 : Nina Wu (灼人秘密)
- 2024 : The Unseen Sister (乔妍的心事)

### Documentals
- 2018 : 14 Apples (十四顆蘋果)
- 2015 : Jade Miners (挖玉石的人)
- 2016 : City of Jade (翡翠之城)

### Curtmetratges
- 2014 : The Palace on the Sea

## Premis
- 2014: Premis de Cinema de Taipei: Millor Director
- 2016: 53ns Premis de Cinema Cavall d'Or: Millor cineasta taiwanès de l'any
- 2016: 73a Mostra Internacional de Cinema de Venècia: Premi FEDEORA a la millor pel·lícula
- 2019 LII Festival Internacional de Cinema Fantàstic de Catalunya: Menció especial al Premi Noves Visions[6]